# Polycystin-1

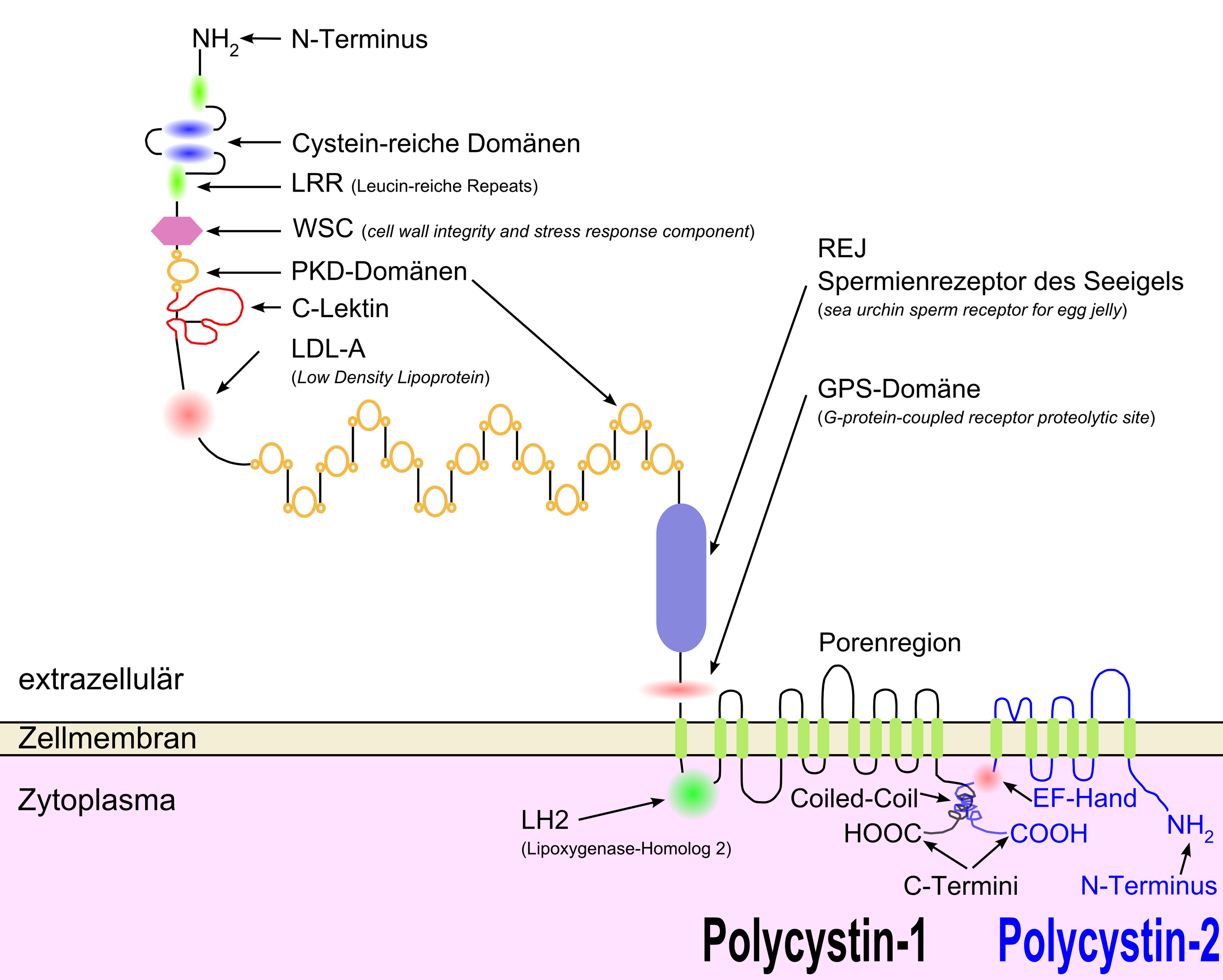
Schematische Darstellung von Polycystin-1 und Polycystin-2 an einer Zelle.

Polycystin-1 (PKD-1) ist ein Glykoprotein, das im Körper vieler Wirbeltiere vom PKD1-Gen kodiert wird. Es spielt eine wichtige Rolle beim Krankheitsbild Zystenniere.

## Aufbau
Polycystin-1 besteht aus 4303 Aminosäuren und hat eine Molekülmasse von etwa 460 kDa.
Sein Aufbau lässt sich in drei Bereiche untergliedern:
- eine extrazelluläre N-terminale Region
- elf transmembranöse Domänen
- ein cytoplasmischer C-Terminus

Die extrazelluläre Region besteht aus über 2500 Aminosäuren. Die bilden sich wiederholende Leucin-reiche Einheiten, einen Bereich aus C-Type Lecitin, 16 Immunglobulin-ähnliche sich ebenfalls wiederholende Bereiche und vier Typ III Fibronectin-verwandte Domänen.

## Funktion
Polycystin-1 spielt bei dem Aufbau der Nierenkanälchen (Tubuli renales) eine wichtige Rolle. Mutationen im PKD1-Gen, das Polycystin-1 kodiert, stehen in unmittelbarer Verbindung zur autosomal-dominanten Zystenniere (ADPKD), der häufigsten lebensbedrohlichen Erbkrankheit beim Menschen. In 85 % aller ADPKD-Erkrankungen ist eine Mutation in PKD1 die Ursache. Bei den restlichen 15 % ist PKD2, das Polycystin-2 kodiert, der Ausgangspunkt für die ADPKD.
Polycystin 1 ist multifunktional und die meisten Funktionen des Glycoproteins im Organismus sind noch unbekannt. Es spielt unter anderem bei der Reifung von Epithelzellen und bei der Aufrechterhaltung der renalen epithelialen Differenzierung eine wichtige Rolle; ebenso bei der Organisation der Struktur der Nephrone im frühen fetalen Stadium. Auch ist eine Beteiligung an Zell-Zell- und Zell-Matrix-Interaktionen nachgewiesen.
Polyzystin-1 enthält zwei leucin-reiche Wiederholungseinheiten (Leucine-Rich Repeats, LRR), die von zwei cystein-reichen Bereichen flankiert werden. LRRs finden sich bei Proteinen, die an Protein-Protein-Interaktionen beteiligten. Polyzystin-1 erhält nur wenige LRRs. Zusammen mit anderen Proteinen bildet es eine hufeisenförmige Struktur um RNase A zu binden. 
Die LRRs des Polyzystin-1 modulieren des Weiteren die Bindung an Kollagen I, Fibronektin und Laminin. Die LRRs haben offensichtlich im Fall der Bindung an Laminin eine proliferationshemmende Wirkung, was wiederum Fehllokalisationen von Membranproteinen und Veränderungen der extrazellulären Matrix bewirken kann.
Zusammen mit Polycystin-2 bewirkt Polycystin-1 die Produktion von calciumpermeablen, nicht selektiven Kationenkanälen. Zusammen spielen beide Proteine eine wichtige Rolle in der Wachstumsregulation. Polycystin-2 ist dabei ein wichtiger Cofaktor. Diese Interaktion erklärt auch, warum die Mutationen eines der beiden Gene (PKD1 oder PKD2) zum PKD-Phänotyp führen können.
Polycystin-1, beziehungsweise PKD1, wird in einer Reihe unterschiedlicher Gewebe exprimiert. Abgesehen von den bei einer ADPKD betroffenen Organen Nieren und Leber findet sich Polycystin auch in den folgenden Organen: Duodenum, Herz, Nebenniere, Lunge, Hoden und Thymus. Der Gehalt ist in der Großhirnrinde dreimal höher als in der Niere. In polyzystischen Nieren ist der Gehalt an Polycystin entsprechender mRNA zweimal höher als in normalen Nieren.

## Genetik
siehe Hauptartikel: PKD1
Polycystin-1 wird beim Menschen vom PKD1-Gen (polycystic kidney disease 1 (autosomal dominant)) auf Chromosom 16 Genlocus p13.3 kodiert.